# Ponte di Salcano
Il ponte di Salcano (in sloveno Solkanski most) è un ponte ferroviario sopra il fiume Isonzo presso Salcano (frazione di Nova Gorica) alle pendici del monte Sabotino in Slovenia.
Venne edificato dalle imprese Redlich & Berger e GB Sard & Lenassi, nei pressi di Gorizia (allora sotto l'Impero austro-ungarico) per consentire il passaggio sul fiume Isonzo della linea ferroviaria Jesenice–Trieste, inaugurata nel 1906, che faceva parte del complesso della ferrovia Transalpina: un secondo collegamento ferroviario tra Trieste e il resto dell'Austria, alternativo alla linea Meridionale. 
Distrutto nella prima guerra mondiale durante la Sesta battaglia dell'Isonzo dalle truppe austriache in ritirata, venne ricostruito durante il ventennio fascista, dopo un breve periodo in cui fu temporaneamente rimpiazzato da una struttura architravata in ferro, è considerato tutt'oggi un capolavoro di ingegneria. È il ponte ad arcata unica in pietra tagliata più lungo del mondo, con i suoi 85 m di estensione. Oltre all'enorme luce si presentò il problema del momento che si poteva generare dall'entrata e uscita sbieca della ferrovia rispetto all'asse del ponte.
Durante la sua costruzione venne edificato un pilastro centrale nell'alveo del fiume per consentire la realizzazione dell'enorme centina a struttura alberiforme, anch'essa oggetto di un preventivo studio ingegneristico.
Il nuovo ponte – ancor oggi esistente e praticabile – si differenzia dalla prima realizzazione per il numero di archi che raccordano il piano ferrato alla campata, prima cinque e ora quattro.
Le ragioni per cui venne riedificato nonostante la funzionale - ed economica - soluzione in ferro si devono probabilmente addurre al contesto storico-politico: dopo la prima guerra mondiale la zona giuliana (Gorizia compresa) diventò territorio italiano e, nella stessa logica di monumentalizzazione dei luoghi della Grande Guerra, la ricostruzione di questo ponte in particolare era simbolo di pari abilità tecnica da parte degli italiani verso gli austriaci.